# Перикл Младший
Пери́кл Младший (др.-греч. Περικλῆς; 440-е — 406 до н. э., Афины) — афинский политический деятель и военачальник, сын Перикла и Аспасии, стратег в 406 году до н. э. В начале жизни считался незаконнорожденным, так как отношения между его родителями не носили характер официального брака, а Аспасия была чужестранкой. Потеряв во время эпидемии чумы старших сыновей, родившихся в браке, Перикл Старший добился от Народного собрания предоставления его последнему сыну гражданских прав в полном объёме (429 год до н. э.). После смерти отца Перикл Младший занял видное положение в политической элите Афин, избирался на различные должности. В 406 году до н. э. в качестве стратега он стал одним из командующих афинским флотом, действовавшим против Спарты в рамках Пелопоннесской войны. В битве при Аргинусских островах Перикл и его коллеги победили, однако они не смогли подобрать тела погибших для погребения. Народное собрание немедленно их сместило, а потом отдало под суд. Стратеги были приговорены к смерти и казнены.

## Происхождение. Получение афинского гражданства
Перикл Младший был единственным сыном Перикла, сына Ксантиппа, и Аспасии. Его отец был гражданином Афин и принадлежал к древней аттической аристократии (эвпатридам) — к роду Бузигов по мужской линии, к Алкмеонидам по женской. Долгое время Перикл Старший считался самым влиятельным политиком в Афинах и фактическим лидером государства. Однако Аспасия была всего лишь гетерой из Милета, не обладавшей в Афинах гражданскими правами, а потому эти права не мог получить и её сын. Сам Перикл в 451/450 году до н. э. добился принятия закона, согласно которому гражданами города могли стать, по словам Плутарха, «только те, у которых и отец и мать были афинскими гражданами». Таким образом, Периклу Младшему была уготована судьба метэка — неполноправного жителя Афин. В силу своего происхождения он не мог занимать государственные должности, не мог голосовать в Народном собрании, а согласно законам Солона, не мог и наследовать отцовское имущество (даже при наличии завещания в его пользу). Описывая ситуацию, в которой мог оказаться Перикл Младший после смерти отца, историк Эдвин Караван приводит выдержку из комедии Аристофана «Птицы», в которой Гераклу объясняют, что он — незаконный сын.
Точная дата рождения Перикла Младшего неизвестна. Предположительно речь идёт о периоде с 450 по 440 годы до н. э.: верхней границей является дата принятия закона о гражданских правах (451/450 год до н. э.), нижнюю помогают определить написанная не позже 412 года до н. э. комедия Евполида «Демы», в которой Перикл упоминается как зрелый мужчина, и избрание Перикла в 410 году до н. э. эллинотамием при возрастном цензе в 30 лет. Встречается приблизительная датировка — 445 год до н. э. Мальчик воспитывался вместе с подопечными отца Клинием и Алкивиадом — двоюродными племянниками Перикла Старшего. В отличие от них Перикл Младший считался незаконнорождённым. Отец озаботился его статусом только после смерти обоих своих сыновей от первой жены, Ксантиппа и Парала, которые стали жертвами эпидемии чумы 430—429 годов до н. э. Оставшись без законного потомства, Перикл Старший обратился к Народному собранию с просьбой даровать его последнему сыну гражданство, и в порядке исключения эта просьба была удовлетворена (429 год до н. э.). Историк Э. Караван предположил, что Перикл не ограничился частной просьбой, но провёл закон для всех афинян о предоставлении незаконнорожденным гражданских прав при отсутствии у отца законных детей.

## Взрослая жизнь
Позже Перикл Младший занял видное положение в рядах афинской политической элиты и неоднократно избирался на различные должности. В 410—409 годах до н. э. он занимал пост эллинотамия — члена финансовой коллегии, которая заведовала казной Афинского морского союза. Этот факт свидетельствует о высоком социальном положении Перикла: эллинотамиями могли стать лишь наиболее богатые афиняне из класса пентаксиомедимнов. Несмотря на высокий статус и богатство, Периклу припоминали его происхождение. Так, комедиограф Евполид в пьесе «Демы» возвращает на сцену великих политиков прошлого; один из них, Перикл Старший, спрашивает, жив ли его ноф (незаконнорожденный), и получает ответ: «Да, был бы мужем он давно, / Но срам страшит его: блуднице он родня».

## Битва при Аргинусских островах. Казнь
Афины при жизни Перикла вели затяжную войну с Пелопоннесским союзом. В 406 году до н. э., после поражения афинского флота у мыса Нотий, Народное собрание отстранило Алкивиада от должности стратега-автократора и взамен назначило 10 стратегов, в числе которых был Перикл Младший. Восемь стратегов, включая Перикла, отправились к Лесбосу, на помощь осаждённому в Митилене Конону; под их началом был большой флот, включавший 110 афинских триер с экипажами из свободных граждан и рабов, а также 10 самосских и 30 союзных кораблей. Узнав о приближении противника, спартанский наварх Калликратид оставил у Митилены 50 кораблей под началом Этеоника, а сам со 120 триерами направился навстречу афинянам. Два флота встретились у Аргинусских островов в начале августа. Во время сражения Перикл, согласно Ксенофонту, командовал второй линией левого фланга, а по данным Диодора Сицилийского — правым флангом. Диодор так описывает часть этой ожесточённой битвы, связанную непосредственно с Периклом:
...Калликратид, знающий от прорицателя о конце, его ожидавшем, страстно желал достичь своею смертью великой славы. Поэтому он первым делом направился к кораблю стратега Лисия, и, разрушив первым ударом наряду с сопровождающими триерами, потопил его. Точно также другие корабли, одни он таранил и лишал плавучести, у других ломал весла и делал небоеспособными. Последним он протаранил судно Перикла и мощным ударом пробил большую дыру. Но так как таран его корабля глубоко засел в пробоине, и его невозможно было освободить, Перикл бросил железную лапу на корабль Калликратида, и когда тот был накрепко привязан, афиняне, окружив судно, перебрались на него и перебили всех, кто там находился. Именно в это время, говорят, Калликратид, блистательно сражаясь и упорно сопротивляясь, в конце концов, был преодолён численностью, так как он получал удары со всех сторон. Как только гибель наварха стала очевидной, пелопоннесцы поддались страху.
Афиняне одержали победу и заставили врага уйти от Митилены, но они потеряли 25 кораблей вместе с экипажем; 47 афинских триер под командованием Ферамена, Фрасибула и ещё нескольких триерархов пытались спасти гибнувших моряков и подобрать трупы, но им помешали сильный ветер и буря. Оставление тел без погребения считалось тяжким религиозным преступлением, поэтому Народное собрание было возмущено действиями командования. Диодор пишет, что стратеги попытались возложить всю ответственность на Ферамена и Фрасибула, а те обвинили их в ответ. В изображении Ксенофонта Ферамен действовал первым, а стратеги оказались в роли жертв. В любом случае Народное собрание решило досрочно отстранить стратегов от их должностей. Двое из них, Протомах и Аристоген, сразу ушли в изгнание, а остальные шестеро, включая Перикла Младшего, вернулись в родной город, рассчитывая, что связи и былые заслуги помогут им оправдаться.
По инициативе политиков-демагогов немедленно начался судебный процесс. Известно, что судили стратегов не в гелиэе, а непосредственно в Народном собрании (таким образом подчёркивалась важность процесса), и самым активным обвинителем был Ферамен. На первом заседании судьи склонялись скорее к оправдательному приговору, но вынесение решения было отложено из-за наступления темноты. В последующие дни ситуация изменилась: во время праздника Апатурий на агору вышли многочисленные родственники погибших при Аргинусах в траурной одежде (по одной из версий, это была всего лишь инсценировка), которые встретили всеобщее сочувствие. Народное собрание теперь было настроено однозначно против стратегов, и на втором заседании оно вынесло обвинительный приговор. Известно, что, когда государственный совет буле готовил соответствующую пробулевму, один только Сократ, который на тот момент был пританом или эпистатом, выступил категорически против: он считал такое голосование противозаконным. Однако позиция одного человека ничего не изменила. Все шестеро, включая Перикла, были казнены: их сбросили в пропасть.

## В культуре
Перикл Младший стал одним из персонажей «Воспоминаний о Сократе» Ксенофонта. В этом произведении описывается беседа Перикла с Сократом об афинских проблемах. Перикл хвалит спартанские институты, но при этом соглашается с похвалой философа в адрес афинян; он принимает совет Сократа о том, что на границах Аттики следует создать систему оборонительных сторожевых постов.
Процесс стратегов-победителей описан в романе Мэри Рено «Последние капли вина» (1956). Перикл Младший появляется в романе Георгия Гулиа «Человек из Афин» (1969) и А. И. Домбровского «Перикл» (2002).